# Kanton Murviel-lès-Béziers
Kanton Murviel-lès-Béziers (francouzsky Canton de Murviel-lès-Béziers) je francouzský kanton v departementu Hérault v regionu Languedoc-Roussillon. Tvoří ho 11 obcí.

## Obce kantonu
- Autignac
- Cabrerolles
- Causses-et-Veyran
- Caussiniojouls
- Laurens
- Murviel-lès-Béziers
- Pailhès
- Puimisson
- Saint-Geniès-de-Fontedit
- Saint-Nazaire-de-Ladarez
- Thézan-lès-Béziers